# 足太阳膀胱经

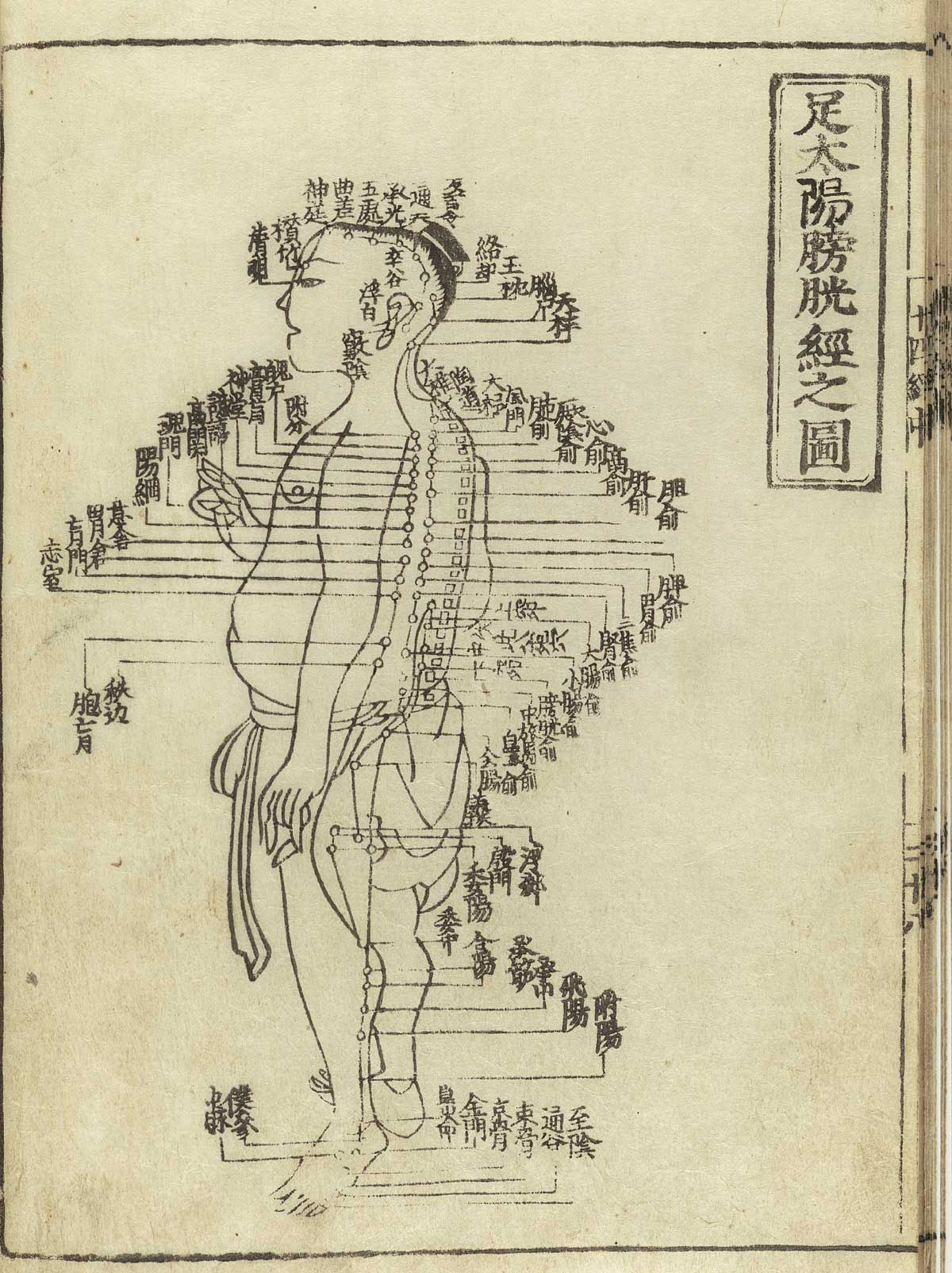

足太陽膀胱經，（BL，Bladder Meridian of Foot-Taiyang），十二正经之一，与足少陰腎經相表里。本經起於睛明，止於至陰，左右各67個腧穴，有49個穴位分佈在頭面部、項背部和腰背部，18個穴位分佈在下肢後。

## 经脉循行
足太陽膀胱經首穴從內眼角睛明穴，上行額部（攢竹、眉衝、曲差；會神庭、頭臨泣），交會於頭頂（五處、承光、通天、百會），分支至耳上角，在枕部分出兩支向下，分別循行分佈於背腰、臀部，末穴是小趾端至陰穴。

## 主治概要
本经主要治疗心、項、目、背、腰、下肢部的病变。

## 穴位
1. 睛明
2. 攢竹
3. 眉衝
4. 曲差
5. 五處
6. 承光
7. 通天
8. 絡卻
9. 玉枕
10. 天柱
11. 大杼
12. 風門
13. 肺俞
14. 厥陰俞
15. 心俞
16. 督俞
17. 膈俞
18. 肝俞
19. 膽俞
20. 脾俞
21. 胃俞
22. 三焦俞
23. 腎俞
24. 氣海俞
25. 大腸俞
26. 關元俞
27. 小腸俞
28. 膀胱俞
29. 中膂俞
30. 白環俞
31. 上髎
32. 次髎
33. 中髎
34. 下髎
35. 會陽
36. 承扶
37. 殷門
38. 浮郄
39. 委陽
40. 委中，合穴
41. 附分
42. 魄戶
43. 膏肓
44. 神堂
45. 噫譆
46. 膈關
47. 魂門
48. 陽綱
49. 意舍
50. 胃倉
51. 肓門
52. 志室
53. 胞肓
54. 秩邊
55. 合陽
56. 承筋
57. 承山
58. 飛揚，絡穴
59. 跗陽，陽蹻郄穴
60. 崑崙，經穴
61. 僕參
62. 申脈，八脈交會穴，通於陽蹻脈
63. 金門，郄穴
64. 京骨，原穴
65. 束骨，輸穴
66. 足通谷，滎穴
67. 至陰，井穴